# 刘政会

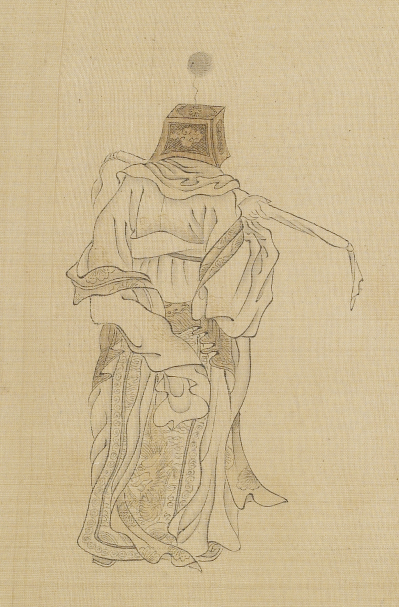
劉政會

劉政會（6世纪—635年），滑州胙城县（今河南延津县胙城乡）人。唐初开国功臣之一。

## 生平
刘政會於隋大業年間為太原鷹揚府司馬，後率兵投靠李淵麾下。李世民与刘文静等密谋起兵，晋阳副留守王威、高君雅遂起疑心。李世民派劉政會至太原告發王威、高君雅謀反，斬之。李渊起兵，任用为户曹参军。跟随李渊父子攻克长安，为丞相府掾。
唐朝武德初年，官至卫尉少卿，留守太原，經營後方，“内辑军士，外和戎狄，远近莫不悦服”。劉武周進攻太原，晋阳豪强薛深等人叛唐，响应刘武周。刘政会不幸被擒，在狱中秘密上书高祖，分析刘武周形势。刘武周被平定，獲救，官复原职。歷任刑部尚书，光禄卿等职，封邢国公。太宗貞觀初，累转洪州都督，赐实封三百户。贞观九年（635年）卒，太宗手敕道：“举义之日，实有殊功，所葬并宜优厚。”谥曰襄，追赠民部尚书。后追改封渝国公，与殷开山同配飨高祖庙庭。

## 家族
祖父劉環雋，曾任北齊中書侍郎。父刘坦，隋大理卿。

### 子孙
- 刘玄意，字深之
袭封渝国公，娶太宗第三女南平公主，唐高宗时官至汝州刺史。
  - 刘奇
长寿年间，为天官侍郎，荐张鷟、司马锽为监察御史，二人通过申屠瑒向刘奇表达谢意，刘奇正色道：“举贤本无私，何见谢？”闻者皆竦。后为酷吏诬陷，被诛杀。
    - 刘慎知，獲嘉令
      - 刘褧，東阿令
        - 刘藻，字茂實，祕書郎
          - 刘符，字端期，蔡州刺史
            - 刘崇龜，字子長，广州刺史、清海军節度使
              - 刘垂，字昭貺

            - 刘崇彝，字子憲，都官郎中
            - 刘崇望，唐昭宗宰相
            - 刘崇魯，字郊文，水部員外郎、知制誥
            - 刘崇謨，字成禹，太常少卿、弘文館直學士
            - 刘崇，字寶臣，洪洞令
              - 刘岳，字昭輔
                - 刘温叟，字永龄

            - 刘瑰、刘玗

    - 刘超，河南少尹
      - 刘全誠

    - 刘微，字可大，吳郡太守、江南採訪使
      - 刘方平

    - 刘同，萬年令

  - 刘循，金吾將軍
- 刘玄象，主客郎中
- 刘玄育，易州刺史

## 延伸阅读
[在维基数据编辑]
 《舊唐書·卷58》，出自刘昫《舊唐書》
 《新唐書·卷090》，出自《新唐書》
 在维基共享资源阅览影像